# Variants del go
Existeixen moltes variants del joc del go, algunes són gairebé un joc diferent. A continuació s'intenten presentar algunes de les variants del joc més conegudes.
Per veure les diferències en les regles del joc de go pròpiament dit, consulteu sistemes de puntuació en el go. També pot resultar útil consultar handicap en el go, donat que algunes de les formes de donar handicap són considerades variacions no estàndards del joc.

## Segons el país

### Go tibetà

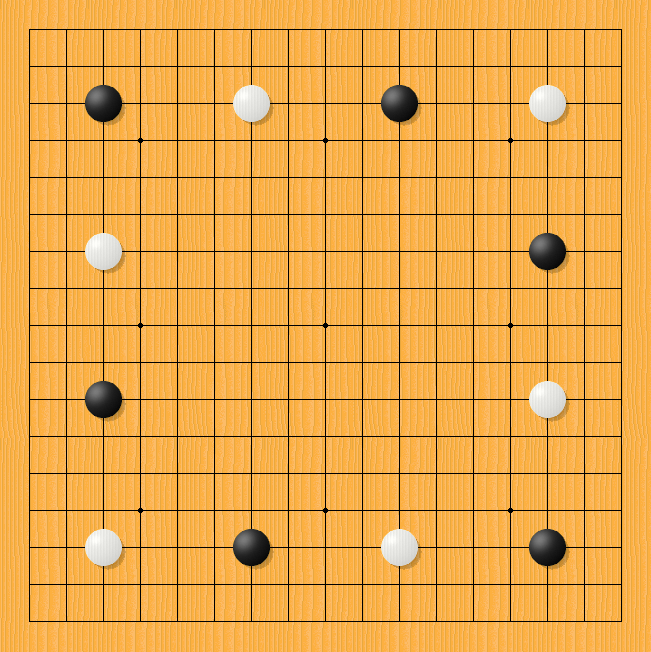
Posició inicial en el go tibetà.

El go tibetà es juga en un tauler de 17x17, en comptes del tradicional 19x19. A diferència del go tradicional, és blanc qui comença, i també guanya empats (vegeu l'article del komi).
Abans que comenci el joc, es col·loquen sis pedres de cada jugador tal com es mostra en el diagrama; aquestes pedres inicials s'anomenen Bo. Cal jugar a menys de dues interseccions d'una jugada anterior (o d'un dels Bo): és a dir, es permet jugar a interseccions adjacents, fer salts d'un espai, moviments diagonals i també moviments de cavall com en els escacs.
No es pot jugar en un punt on s'acabi de treure una pedra teva. Aquesta variant tan específica de la regla del ko dona, per si sola, una naturalesa completament diferent al joc.
Si es dona handicap és amb punts, no amb pedres extres. La intersecció del centre compta més punts: qui la controli al final del joc rep 5 punts addicionals. Si un jugador controla les quatre cantonades (els punts 1-1), aleshores rep un bonus extra de 40 punts. La resta de la partida es compta segons regles xineses.
A banda de totes aquestes regles addicionals, la dinàmica del joc és la mateixa que en el go.

### Sunjang baduk

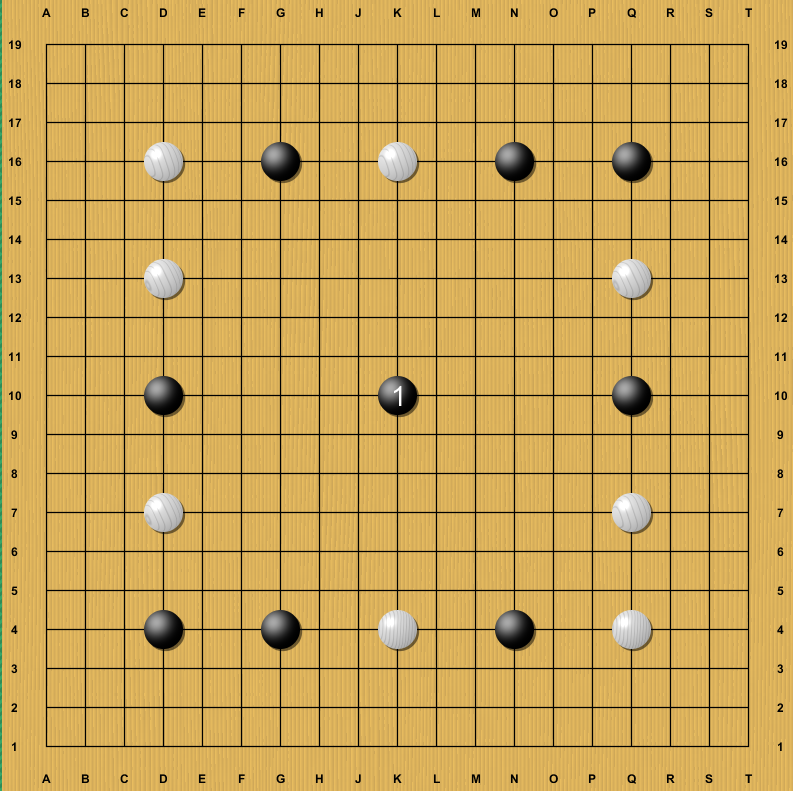
Posició inicial en el Sunjang Baduk.

El Sunjang baduk és una variació del go (baduk, en coreà), que sembla que es va començar a jugar al segle VII dC Té dos trets distintius: en primer lloc, la col·locació inicial de les pedres, que és tal com es mostra en el diagrama. Es col·loquen vuit pedres de cada jugador, i la primera jugada de negre és sempre en el centre del tauler.
El segon tret distintiu és el recompte de punts. El sunjang baduk no segueix el recompte de punts per territori ni per àrea, sinó que utilitza un sistema propi: al final del joc, es treuen del tauler totes aquelles pedres que no serveixen per delimitar territoris, és a dir, totes les pedres internes als territoris de cada jugador.

## Alterant les regles de joc

### Atari-go
En aquesta variant, el primer jugador que captura una pedra guanya. Habitualment, s'ensenya a jugar a go als principiants fent unes quantes partides d'atari-go, ja que resulta molt didàctic per tal d'aprendre regles i conceptes elementals del go.
Des del plantejament inicial, es pot complicar la situació a 'el primer que capturi 3 pedres guanya', o bé 'el que capturi més pedres guanya'. D'aquesta manera, resulta natural passar a parlar del concepte de territori, i explicar les regles de puntuació.

### De viure
A partir d'una situació inicial molt complicada, blanc guanya si pot aconseguir fer viure un grup. En els diagrames es presenten dues posicions estàndards.

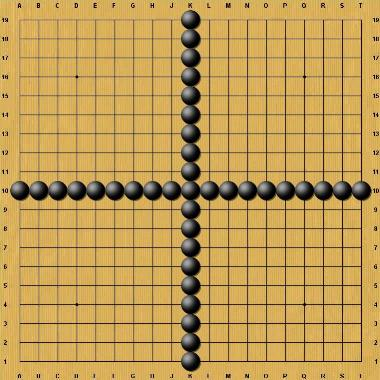
Possible situació d'inici per a una partida de viure.
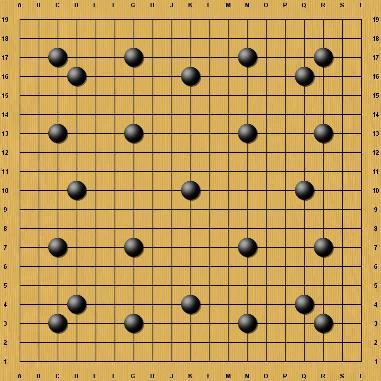
Una altra posició inicial, també utilitzada.

### 4+1
Una partida de 4+1 és com una partida de go normal, llevat que quan un jugador fa quatre en línia (quatre pedres queden alineades, en qualsevol sentit, incloent diagonals), aleshores es permet al jugador tornar a tirar. Aquesta regla tan simple comporta repensar tota l'estratègia del joc.
Com es pot suposar, també es pot jugar a 3+1 o a 5+1, però l'un resulta molt dinàmic i el segon, molt semblant a una partida normal de go, pel que la variant 4+1 acostuma a ser la preferida.
Es van poder veure partides de 4+1 per parelles (rengo) a l'últim Torneig de Go de Barcelona.

### De connectar
Es juga una partida de go segons les regles que els dos jugadors prefereixin. El primer jugador que aconsegueixi connectar est amb oest o nord amb sud guanya la partida. S'ha de connectar completament, és a dir, cal un mínim de 19 pedres (en línia recta) per tal de poder guanyar la partida.
Es poden afegir regles addicionals. Les més raonables són: Negre no pot començar jugant al mig del tauler, i també: guanya Blanc si aconsegueix l'objectiu d'unir dos laterals només un moviment després de Negre.
És interessant de notar la similitud amb el Hex, on l'objectiu del joc és el mateix.

### Environmental go
L'Environmental go va ser inventat pel professor de matemàtiques Elwyn Berlekamp. En comptes de fer un moviment, el jugador pot escollir quedar-se la carta més alta d'entre una pila. Les cartes prenen valors des de 0.5 fins a 20, variant en mig punt cada vegada. Al final, la puntuació d'un jugador és la suma del seu territori (veure Sistemes de puntuació en el go), més el valor de les cartes que té.

### Go de cartes (Cards Go)
Cada jugador disposa d'un conjunt de cartes, indicant formes de pedres. Els jugadors poden crear les formes que tenen en les cartes, sigui simultàniament o bé per torns. Si la forma no es pot posar sobre el tauler, es perd. A més de formes, les cartes poden indicar instruccions, com per exemple: treu tres pedres del teu oponent, elimina totes les pedres que estiguin a la fila 10.
Hi ha una subvariant on es juga amb una baralla de cartes i un dau. Cada jugador pot escollir robar una carta o tirar un dau: un resultat de 6 vol dir que perd la jugada, un resultat entre 1 i 5 indica el nombre de pedres que poden jugar en aquell determinat torn.

## Per més de dos jugadors

### Rengo
Sens dubte és la variant més estesa. En comptes de dos jugadors, hi ha dos equips de dos o més jugadors, cadascun amb un color. Es va jugant per torns, com en una partida normal de go, respectant a qui li toca de cada equip.
Els integrants d'un equip no poden parlar entre ells, ni comunicar-se de cap manera.
Els torneigs de rengo (o en modalitat pair-go) són relativament habituals. A KGS hi ha una sala dedicada exclusivament a partides de rengo (Rengo Room).

### Go per parelles (Pair Go)
El Pair Go és una forma específica del rengo on els equips estan formats per dues persones: un home i una dona. Va ser introduït per l'Associació Japonesa de Pair Go per mirar d'incrementar la participació de les dones. Sembla que el primer torneig que es va fer a Europa va ser el 1992 al Congrés Europeu de Go a Canterbury, Anglaterra.
L'any 2006 es va celebrar el Campionat d'Espanya de Pair Go a Madrid.

### Go multi-jugador

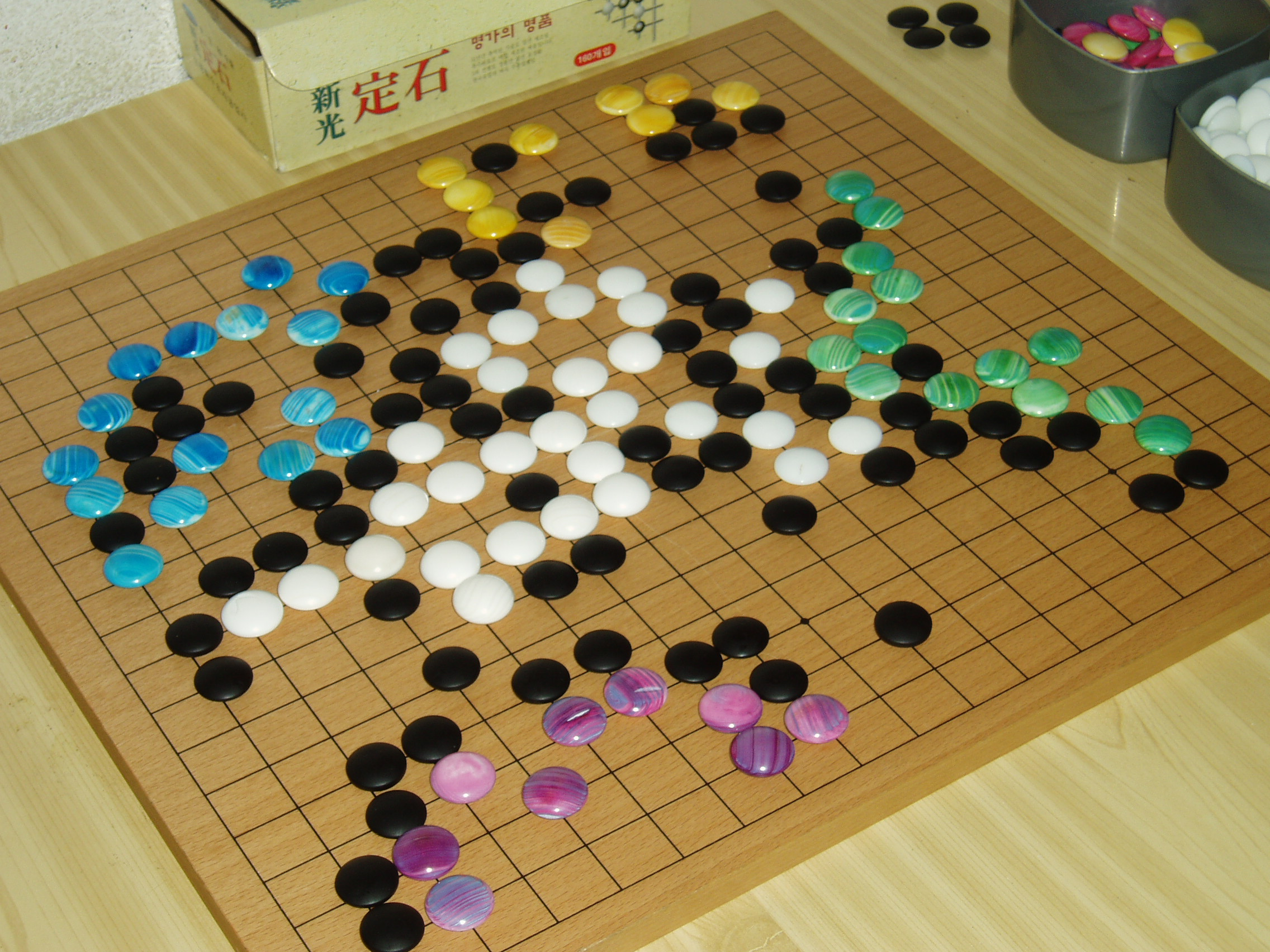
Partida de Go amb pedres de colors diferents.

Per partides de tres o més jugadors. Cada jugador té pedres d'un color diferent, i juga individualment. Es poden trobar a vegades jocs de pedres a les tendes preparats per aquest tipus de partides.

## De memòria

### Go d'un color (One-color Go)
Una partida de One-color Go es juga amb pedres de només un color, de manera que els dos jugadors han d'anar recordant qui ha jugat cada pedra. Aquesta variant del joc, així com la següent, tenen una rellevància especial en l'argument de Hikaru no Go.

### Go cec (Blind Go)
Un dels dos jugadors (o tots dos) juga sense veure el tauler. Degut a la complexitat del joc, això resulta molt més complicat comparativament que jugar una partida d'escacs sense veure el tauler. De fet, resulta difícil de seguir fins i tot per als  professionals. Per això, un jugador amateur com a molt acostuma a intentar fer una partida en un tauler de 9x9.

## Amb coneixement parcial de la posició

### Go fantasma (Shadow Go)
Per aquesta variant, es necessiten tres taulers i una tercera persona, a més dels dos jugadors, que actua d'àrbitre. Cada jugador només pot veure el seu tauler. Cada jugada s'afegeix al tauler propi i al de l'àrbitre, de manera que el jugador no sap on estan les pedres de l'adversari, i l'àrbitre veu com es desenvolupa la partida normalment. Quan un jugador es disposa a fer una jugada il·legal (per exemple, perquè hi ha una pedra de l'altre jugador), l'àrbitre l'avisa. Ocasionalment, l'àrbitre també pot avisar si un grup de pedres estan en atari (a un moviment d'ésser capturades).

### Yose Go
La partida es comença no sobre un tauler buit, sinó sobre una posició prèvia (per exemple, una partida entre dos professionals). Els dos jugadors continuen la partida, anoten el resultat final, i després tornen a jugar-la canviant-se els papers (qui duia Blanc ara duu Negre i a la inversa). El guanyador és qui guanya per una diferència total de punts més gran.

## En taulers no estàndards

### Go circular
Aquesta variant del go va ser introduïda al Congrés Europeu de Go de 1996, a Itàlia. Es juga en un tauler que es pot descarregar d'Internet.

### Go toroïdal
Té l'avantatge que es pot jugar en un tauler normal. Cal tenir en compte, però, que el lateral est està identificat amb l'oest, i el lateral nord amb el sud. D'aquesta manera, totes les interseccions tenen quatre llibertats, pel que l'estratègia del joc canvia completament.

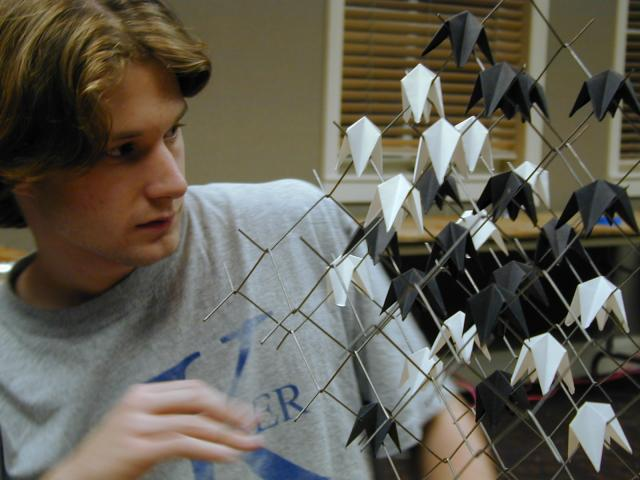
Partida de Diamond Go.

### Go tridimensional
En aquest joc, s'estén la partida a tres dimensions. Un exemple és el Diamond Go, que utilitza com a tauler l'entramat cristal·lí d'un diamant de carboni. Té l'avantatge que preserva la dinàmica del joc, ja que es manté la 4-connectivitat dels vèrtexs.

### Milton Keynes
El tauler tan particular, que pren la forma de la ciutat anglesa del mateix nom, presenta moltes possibilitats curioses. Es pot trobar el tauler i informació addicional al web de la British Go Association.